# ديمير (كيييفسكا)
ديمير (Димер) هي مدينة في مقاطعة كيييفسكا في أوكرانيا.
يبلغ عدد سكانها حوالي 5590 نسمة.